# اشاره‌گر (ابزار)

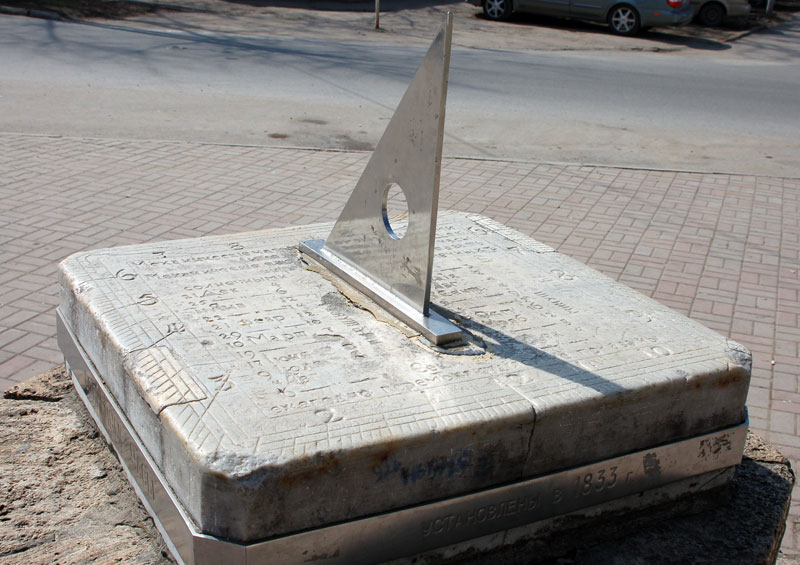
در این ساعت آفتابی اشاره‌گر تیغهٔ مثلثی‌شکل آن‌است

اشاره‌گر یا شاخص، (به یونانی: γνώμων) به معنی آگاه یا بررسی‌کننده، (به انگلیسی: Gnomon) (با تلفظ نُومُون)، در اصل نام بخشی از یک ساعت آفتابی است که حرکت تدریجی سایهٔ آن بر روی صفحه نشان‌گر مکان خورشید در آسمان و در نتیجه امکان سنجش دقیق‌تر زمان است. در اخترشناسی. از این اصطلاح همچنین برای هدف‌های گوناگون ریاضی و زمینه‌های دیگر استفاده می‌شود.

## پیشینه

یک اشاره‌گر آنگونه که در کتاب دوم اقلیدس آمده است

یک چوب رنگ شده متعلق به ۲۳۰۰ سال پیش از میلاد در چین قدیمی‌ترین شاخصی است که تاکنون شناخته شده است. آناکسیماندروس (۶۱۰ تا ۵۴۶ قبل از میلاد) دانشمندی‌ است که معرفی این ابزار بابلی به یونانیان به او نسبت داده‌شده است.
اوینوپیدس از عبارت «شاخص‌وار کشیده‌شده» برای توصیف یک خط که عمود بر خط دیگری کشیده شده استفاده‌کرده است. پس از آن، این اصطلاح برای اشاره به ابزاری به شکل (L) مانند یک گونیای استیلی استفاده شد که به منظور ترسیم انواع زاویه‌های ۹۰ درجه استفاده می‌شد. این شکل می‌تواند مورد استفاده از آن را برای توصیف شکلی که توسط برش مربع کوچکتری از یک مربع بزرگتر تشکیل شده را توضیح دهد. اقلیدس استفاده از این اصطلاح را به سطوح مستوی که توسط برداشتن یک متوازی‌الأضلاع متشابه از یک گوشهٔ یک متوازی‌الأضلاع بزرگتر تشکیل شده‌اند گسترش داد. در واقع، شاخص اشاره‌گرِ افزایش پی‌درپی (متوالی) بین دو عدد مُصور، از جمله شمارهای مربع و مثلثی است.
هرون اسکندرانی اشاره‌گرِ را چیزی (ابزاری) تعریف کرد که؛ اگر به چند نهاد (عدد یا شکل) افزوده شود، باعث شود که یک نهاد جدید متشابه به نهادی که از آن شروع شده ساخته شود. در همین معنا ثاون ازمیری آن را برای توصیف یک عدد ضلعی استفاده کرد که؛ به تعداد چند ضلعی افزوده می‌شود و نمونهٔ بعدی از همان گونه را تولید می‌کند. رایج‌ترین بهره‌گیری در این معنا یک عدد فرد است به ویژه هنگامی که به عنوان یک عدد مصور بین اعداد مربع دیده‌می‌شود.

## ابزار اشاره‌گر در کامپیوتر
دستگاه اشاره‌گر یا گاهی ابزار اشاره‌گر نامیده می‌شود، یک دستگاه ورودی سخت‌افزاری است. ابزار اشاره‌گر به کاربر اجازه می‌دهد مکان نما ماوس را در یک برنامه کامپیوتری یا سیستم عامل رابط کاربری گرافیکی حرکت دهد. با استفاده از یک دستگاه اشاره گر، می‌توانید به هر شی یا متنی روی صفحه اشاره کنید یا آن را دستکاری کنید. به عنوان مثال، با استفاده از یک دستگاه اشاره‌گر می‌توانید به آن اشاره کنید و یک نماد را از لیست نمادها انتخاب کنید.